# Copa da Escócia
A Copa da Escócia (em inglês: Scottish Cup, oficialmente Scottish Football Association Challenge Cup), ou Taça da Escócia, é a copa nacional do futebol escocês. O troféu dado ao clube ganhador é o troféu mais velho em disputa no mundo. Ela é disputada nos moldes da Copa do Brasil, FA Cup, Taça de Portugal, Copa do Rei, US Open Cup, entre outras.

## História
A Copa da Escócia, ou Taça da Escócia, teve início na temporada 1873–74, e foi disputada por 16 times. O primeiro campeão foi o Queen's Park, que ganhou do Clydesdale por 2-0 em uma final assistida por 3.000 pessoas.
Enquanto a FA Cup é a mais velha competição do mundo, o troféu da Copa da Escócia é o mais velho, sendo feito em 1885.

## Títulos por clube
Um total de 34 clubes já apareceram na final, dos quais 25 ganharam a competição. O clube mais bem sucedido em termos de vitórias e aparições na final é o Celtic, com 42 títulos em 61 finais. E o Rangers, assim como o Celtic, foram vice-campeões em mais ocasiões do que qualquer outro clube, com 19 vice-campeonatos.

### Títulos por edição
| Temporada | Campeão                                                                       | Resultado                                                                     | Vice-campeão                                                                  | Sede da final                                                                 |
| --------- | ----------------------------------------------------------------------------- | ----------------------------------------------------------------------------- | ----------------------------------------------------------------------------- | ----------------------------------------------------------------------------- |
| 1873–74   | Queen's Park (1)                                                              | 2 - 0                                                                         | Clydesdale                                                                    | Hampden Park                                                                  |
| 1874–75   | Queen's Park (2)                                                              | 3 - 0                                                                         | Renton                                                                        | Hampden Park                                                                  |
| 1875–76   | Queen's Park (3)                                                              | 1 - 1; 2 - 0                                                                  | Third Lanark Athletic Club                                                    | Hamilton Crescent                                                             |
| 1876–77   | Vale of Leven (1)                                                             | 1-1; 1-1; 3-2                                                                 | Rangers                                                                       | Hamilton Crescent                                                             |
| 1877–78   | Vale of Leven (2)                                                             | 1 - 0                                                                         | Third Lanark Athletic Club                                                    | Hampden Park                                                                  |
| 1878–79   | Vale of Leven (3)                                                             | 1 - 1; w/o                                                                    | Rangers                                                                       | Hampden Park                                                                  |
| 1879–80   | Queen's Park (4)                                                              | 3 - 0                                                                         | Thornliebank                                                                  | Hampden Park                                                                  |
| 1880–81   | Queen's Park (5)                                                              | 2 - 1 (anulado); 3-1                                                          | Dumbarton                                                                     | Kinning Park                                                                  |
| 1881–82   | Queen's Park (6)                                                              | 2 - 2; 4 - 1                                                                  | Dumbarton                                                                     | Cathkin Park                                                                  |
| 1882–83   | Dumbarton (1)                                                                 | 2 - 2; 2 - 1                                                                  | Vale of Leven                                                                 | Hampden Park                                                                  |
| 1883–84   | Queen's Park (7)                                                              | w/o                                                                           | Vale of Leven                                                                 | Cathkin Park                                                                  |
| 1884–85   | Renton (1)                                                                    | 0 - 0; 3 - 1                                                                  | Vale of Leven                                                                 | Hampden Park                                                                  |
| 1885–86   | Queen's Park (8)                                                              | 3 - 1                                                                         | Renton                                                                        | Cathkin Park                                                                  |
| 1886–87   | Hibernian (1)                                                                 | 2 - 1                                                                         | Dumbarton                                                                     | Hampden Park                                                                  |
| 1887–88   | Renton (2)                                                                    | 6 - 1                                                                         | Cambuslang                                                                    | Hampden Park                                                                  |
| 1888–89   | Third Lanark Athletic Club (1)                                                | 2 - 1                                                                         | Celtic                                                                        | Hampden Park                                                                  |
| 1889–90   | Queen's Park (9)                                                              | 1 - 1; 2 - 1                                                                  | Vale of Leven                                                                 | Ibrox Stadium                                                                 |
| 1890–91   | Heart of Midlothian (1)                                                       | 1 - 0                                                                         | Dumbarton                                                                     | Hampden Park                                                                  |
| 1891–92   | Celtic (1)                                                                    | 5 - 1                                                                         | Queen's Park                                                                  | Ibrox Stadium                                                                 |
| 1892–93   | Queen's Park (10)                                                             | 2 - 1                                                                         | Celtic                                                                        | Ibrox Stadium                                                                 |
| 1893–94   | Rangers (1)                                                                   | 3 - 1                                                                         | Celtic                                                                        | Hampden Park                                                                  |
| 1894–95   | St Bernard's (1)                                                              | 2 - 1                                                                         | Renton                                                                        | Ibrox Stadium                                                                 |
| 1895–96   | Heart of Midlothian (2)                                                       | 3 - 1                                                                         | Hibernian                                                                     | Logie Green                                                                   |
| 1896–97   | Rangers (2)                                                                   | 5 - 1                                                                         | Dumbarton                                                                     | Hampden Park                                                                  |
| 1897–98   | Rangers (3)                                                                   | 2 - 0                                                                         | Kilmarnock                                                                    | Hampden Park                                                                  |
| 1898–99   | Celtic (2)                                                                    | 2 - 0                                                                         | Rangers                                                                       | Hampden Park                                                                  |
| 1899–00   | Celtic (3)                                                                    | 4 - 3                                                                         | Queen's Park                                                                  | Ibrox Stadium                                                                 |
| 1900–01   | Heart of Midlothian (3)                                                       | 4 - 3                                                                         | Celtic                                                                        | Ibrox Stadium                                                                 |
| 1901–02   | Hibernian (2)                                                                 | 1 - 0                                                                         | Celtic                                                                        | Celtic Park                                                                   |
| 1902–03   | Rangers (4)                                                                   | 1-1; 0-0; 2-0                                                                 | Heart of Midlothian                                                           | Celtic Park                                                                   |
| 1903–04   | Celtic (4)                                                                    | 3 - 2                                                                         | Rangers                                                                       | Hampden Park                                                                  |
| 1904–05   | Third Lanark Athletic Club (2)                                                | 0 - 0; 3 - 1                                                                  | Rangers                                                                       | Hampden Park                                                                  |
| 1905–06   | Heart of Midlothian (4)                                                       | 1 - 0                                                                         | Third Lanark Athletic Club                                                    | Ibrox Stadium                                                                 |
| 1906–07   | Celtic (5)                                                                    | 3 - 0                                                                         | Heart of Midlothian                                                           | Hampden Park                                                                  |
| 1907–08   | Celtic (6)                                                                    | 5 - 1                                                                         | Saint Mirren                                                                  | Hampden Park                                                                  |
| 1908–09   | Final anulada por conta de um incidente entre torcedores de Celtic e Rangers. | Final anulada por conta de um incidente entre torcedores de Celtic e Rangers. | Final anulada por conta de um incidente entre torcedores de Celtic e Rangers. | Final anulada por conta de um incidente entre torcedores de Celtic e Rangers. |
| 1909–10   | Dundee (1)                                                                    | 2-2; 0-0; 2-1                                                                 | Clyde                                                                         | Ibrox Stadium                                                                 |
| 1910–11   | Celtic (7)                                                                    | 0 - 0; 2 - 0                                                                  | Hamilton Academical                                                           | Ibrox Stadium                                                                 |
| 1911–12   | Celtic (8)                                                                    | 2 - 0                                                                         | Clyde                                                                         | Ibrox Stadium                                                                 |
| 1912–13   | Falkirk (1)                                                                   | 2 - 0                                                                         | Raith Rovers                                                                  | Celtic Park                                                                   |
| 1913–14   | Celtic (9)                                                                    | 0 - 0; 4 - 1                                                                  | Hibernian                                                                     | Ibrox Stadium                                                                 |
| 1914–18   | Copa não disputada, Primeira Guerra Mundial                                   | Copa não disputada, Primeira Guerra Mundial                                   | Copa não disputada, Primeira Guerra Mundial                                   | Copa não disputada, Primeira Guerra Mundial                                   |
| 1919–20   | Kilmarnock (1)                                                                | 3 - 2                                                                         | Albion Rovers                                                                 | Celtic Park                                                                   |
| 1920–21   | Partick Thistle (1)                                                           | 1 - 0                                                                         | Rangers                                                                       | Celtic Park                                                                   |
| 1921–22   | Morton (1)                                                                    | 1 - 0                                                                         | Rangers                                                                       | Hampden Park                                                                  |
| 1922–23   | Celtic (10)                                                                   | 1 - 0                                                                         | Hibernian                                                                     | Hampden Park                                                                  |
| 1923–24   | Airdrieonians (1)                                                             | 2 - 0                                                                         | Hibernian                                                                     | Ibrox Stadium                                                                 |
| 1924–25   | Celtic (11)                                                                   | 2 - 1                                                                         | Dundee                                                                        | Hampden Park                                                                  |
| 1925–26   | Saint Mirren (1)                                                              | 2 - 0                                                                         | Celtic                                                                        | Hampden Park                                                                  |
| 1926–27   | Celtic (12)                                                                   | 3 - 1                                                                         | East Fife                                                                     | Hampden Park                                                                  |
| 1927–28   | Rangers (5)                                                                   | 4 - 0                                                                         | Celtic                                                                        | Hampden Park                                                                  |
| 1928–29   | Kilmarnock (2)                                                                | 1 - 0                                                                         | Rangers                                                                       | Hampden Park                                                                  |
| 1929–30   | Rangers (6)                                                                   | 0 - 0; 2 - 1                                                                  | Partick Thistle                                                               | Hampden Park                                                                  |
| 1930–31   | Celtic (13)                                                                   | 2 - 2; 4 - 2                                                                  | Motherwell                                                                    | Hampden Park                                                                  |
| 1931–32   | Rangers (7)                                                                   | 1 - 1; 3 - 0                                                                  | Kilmarnock                                                                    | Hampden Park                                                                  |
| 1932–33   | Celtic (14)                                                                   | 1 - 0                                                                         | Motherwell                                                                    | Hampden Park                                                                  |
| 1933–34   | Rangers (8)                                                                   | 5 - 0                                                                         | Saint Mirren                                                                  | Hampden Park                                                                  |
| 1934–35   | Rangers (9)                                                                   | 2 - 1                                                                         | Hamilton Academical                                                           | Hampden Park                                                                  |
| 1935–36   | Rangers (10)                                                                  | 1 - 0                                                                         | Third Lanark Athletic Club                                                    | Hampden Park                                                                  |
| 1936–37   | Celtic (15)                                                                   | 2 - 1                                                                         | Aberdeen                                                                      | Hampden Park                                                                  |
| 1937–38   | East Fife (1)                                                                 | 1 - 1; 4 - 2                                                                  | Kilmarnock                                                                    | Hampden Park                                                                  |
| 1938–39   | Clyde (1)                                                                     | 4 - 0                                                                         | Motherwell                                                                    | Hampden Park                                                                  |
| 1939–45   | Copa não disputada, Segunda Guerra Mundial                                    | Copa não disputada, Segunda Guerra Mundial                                    | Copa não disputada, Segunda Guerra Mundial                                    | Copa não disputada, Segunda Guerra Mundial                                    |
| 1946–47   | Aberdeen (1)                                                                  | 2 - 1                                                                         | Hibernian                                                                     | Hampden Park                                                                  |
| 1947–48   | Rangers (11)                                                                  | 1 - 1; 1 - 0                                                                  | Morton                                                                        | Hampden Park                                                                  |
| 1948–49   | Rangers (12)                                                                  | 4 - 1                                                                         | Clyde                                                                         | Hampden Park                                                                  |
| 1949–50   | Rangers (13)                                                                  | 3 - 0                                                                         | East Fife                                                                     | Hampden Park                                                                  |
| 1950–51   | Celtic (16)                                                                   | 1 - 0                                                                         | Motherwell                                                                    | Hampden Park                                                                  |
| 1951–52   | Motherwell (1)                                                                | 4 - 0                                                                         | Dundee FC                                                                     | Hampden Park                                                                  |
| 1952–53   | Rangers (14)                                                                  | 1 - 1; 1 - 0                                                                  | Aberdeen                                                                      | Hampden Park                                                                  |
| 1953–54   | Celtic (17)                                                                   | 2 - 1                                                                         | Aberdeen                                                                      | Hampden Park                                                                  |
| 1954–55   | Clyde (2)                                                                     | 1 - 1; 1 - 0                                                                  | Celtic                                                                        | Hampden Park                                                                  |
| 1955–56   | Heart of Midlothian (5)                                                       | 3 - 1                                                                         | Celtic                                                                        | Hampden Park                                                                  |
| 1956–57   | Falkirk (2)                                                                   | 1 - 1; 2 - 1                                                                  | Kilmarnock                                                                    | Hampden Park                                                                  |
| 1957–58   | Clyde (3)                                                                     | 1 - 0                                                                         | Hibernian                                                                     | Hampden Park                                                                  |
| 1958–59   | Saint Mirren (2)                                                              | 3 - 1                                                                         | Aberdeen                                                                      | Hampden Park                                                                  |
| 1959–60   | Rangers (15)                                                                  | 2 - 0                                                                         | Kilmarnock                                                                    | Hampden Park                                                                  |
| 1960–61   | Dunfermline (1)                                                               | 0 - 0; 2 - 0                                                                  | Celtic                                                                        | Hampden Park                                                                  |
| 1961–62   | Rangers (16)                                                                  | 2 - 0                                                                         | Saint Mirren                                                                  | Hampden Park                                                                  |
| 1962–63   | Rangers (17)                                                                  | 1 - 1; 3 - 0                                                                  | Celtic                                                                        | Hampden Park                                                                  |
| 1963–64   | Rangers (18)                                                                  | 3 - 1                                                                         | Dundee                                                                        | Hampden Park                                                                  |
| 1964–65   | Celtic (18)                                                                   | 3 - 2                                                                         | Dunfermline                                                                   | Hampden Park                                                                  |
| 1965–66   | Rangers (19)                                                                  | 0 - 0; 1 - 0                                                                  | Celtic                                                                        | Hampden Park                                                                  |
| 1966–67   | Celtic (19)                                                                   | 2–0                                                                           | Aberdeen                                                                      | Hampden Park                                                                  |
| 1967–68   | Dunfermline (2)                                                               | 3 - 1                                                                         | Heart of Midlothian                                                           | Hampden Park                                                                  |
| 1968–69   | Celtic (20)                                                                   | 4 - 0                                                                         | Rangers                                                                       | Hampden Park                                                                  |
| 1969–70   | Aberdeen (2)                                                                  | 3 - 1                                                                         | Celtic                                                                        | Hampden Park                                                                  |
| 1970–71   | Celtic (21)                                                                   | 1 - 1; 2 - 1                                                                  | Rangers                                                                       | Hampden Park                                                                  |
| 1971–72   | Celtic (22)                                                                   | 6 - 1                                                                         | Hibernian                                                                     | Hampden Park                                                                  |
| 1972–73   | Rangers (20)                                                                  | 3 - 2                                                                         | Celtic                                                                        | Hampden Park                                                                  |
| 1973–74   | Celtic (23)                                                                   | 3 - 0                                                                         | Dundee United                                                                 | Hampden Park                                                                  |
| 1974–75   | Celtic (24)                                                                   | 3 - 1                                                                         | Airdrieonians                                                                 | Hampden Park                                                                  |
| 1975–76   | Rangers (21)                                                                  | 3 - 1                                                                         | Heart of Midlothian                                                           | Hampden Park                                                                  |
| 1976–77   | Celtic (25)                                                                   | 1 - 0                                                                         | Rangers                                                                       | Hampden Park                                                                  |
| 1977–78   | Rangers (22)                                                                  | 2 - 1                                                                         | Aberdeen                                                                      | Hampden Park                                                                  |
| 1978–79   | Rangers (23)                                                                  | 0-0; 0-0; 3-2                                                                 | Hibernian                                                                     | Hampden Park                                                                  |
| 1979–80   | Celtic (26)                                                                   | 1 - 0                                                                         | Rangers                                                                       | Hampden Park                                                                  |
| 1980–81   | Rangers (24)                                                                  | 0 - 0; 4 - 1                                                                  | Dundee United                                                                 | Hampden Park                                                                  |
| 1981–82   | Aberdeen (3)                                                                  | 4 - 1                                                                         | Rangers                                                                       | Hampden Park                                                                  |
| 1982–83   | Aberdeen (4)                                                                  | 1 - 0                                                                         | Rangers                                                                       | Hampden Park                                                                  |
| 1983–84   | Aberdeen (5)                                                                  | 2 - 1                                                                         | Celtic                                                                        | Hampden Park                                                                  |
| 1984–85   | Celtic (27)                                                                   | 2 - 1                                                                         | Dundee United                                                                 | Hampden Park                                                                  |
| 1985–86   | Aberdeen (6)                                                                  | 3 - 0                                                                         | Heart of Midlothian                                                           | Hampden Park                                                                  |
| 1986–87   | Saint Mirren (2)                                                              | 1 - 0                                                                         | Dundee United                                                                 | Hampden Park                                                                  |
| 1987–88   | Celtic (28)                                                                   | 2 - 1                                                                         | Dundee United                                                                 | Hampden Park                                                                  |
| 1988–89   | Celtic (29)                                                                   | 1 - 0                                                                         | Rangers                                                                       | Hampden Park                                                                  |
| 1989–90   | Aberdeen (7)                                                                  | 0 - 0 (9-8 pen.)                                                              | Celtic                                                                        | Hampden Park                                                                  |
| 1990–91   | Motherwell (2)                                                                | 4 - 3                                                                         | Dundee United                                                                 | Hampden Park                                                                  |
| 1991–92   | Rangers (25)                                                                  | 2 - 1                                                                         | Airdrieonians                                                                 | Hampden Park                                                                  |
| 1992–93   | Rangers (26)                                                                  | 2 - 1                                                                         | Aberdeen                                                                      | Celtic Park                                                                   |
| 1993–94   | Dundee United (2)                                                             | 1 - 0                                                                         | Rangers                                                                       | Hampden Park                                                                  |
| 1994–95   | Celtic (30)                                                                   | 1 - 0                                                                         | Airdrieonians                                                                 | Hampden Park                                                                  |
| 1995–96   | Rangers (27)                                                                  | 5 - 1                                                                         | Heart of Midlothian                                                           | Hampden Park                                                                  |
| 1996–97   | Kilmarnock (3)                                                                | 1 - 0                                                                         | Falkirk                                                                       | Ibrox Stadium                                                                 |
| 1997–98   | Heart of Midlothian (5)                                                       | 2 - 1                                                                         | Rangers                                                                       | Celtic Park                                                                   |
| 1998–99   | Rangers (28)                                                                  | 1 - 0                                                                         | Celtic                                                                        | Hampden Park                                                                  |
| 1999–00   | Rangers (29)                                                                  | 4 - 0                                                                         | Aberdeen                                                                      | Hampden Park                                                                  |
| 2000–01   | Celtic (31)                                                                   | 3 - 0                                                                         | Hibernian                                                                     | Hampden Park                                                                  |
| 2001–02   | Rangers (30)                                                                  | 3 - 2                                                                         | Celtic                                                                        | Hampden Park                                                                  |
| 2002–03   | Rangers (31)                                                                  | 1 - 0                                                                         | Dundee FC                                                                     | Hampden Park                                                                  |
| 2003–04   | Celtic (32)                                                                   | 3 - 1                                                                         | Dunfermline                                                                   | Hampden Park                                                                  |
| 2004–05   | Celtic (33)                                                                   | 1 - 0                                                                         | Dundee United                                                                 | Hampden Park                                                                  |
| 2005–06   | Heart of Midlothian (6)                                                       | 1 - 1 (4-2 pen.)                                                              | Gretna                                                                        | Hampden Park                                                                  |
| 2006–07   | Celtic (34)                                                                   | 1 - 0                                                                         | Dunfermline                                                                   | Hampden Park                                                                  |
| 2007–08   | Rangers (32)                                                                  | 3 - 2                                                                         | Queen of the South                                                            | Hampden Park                                                                  |
| 2008–09   | Rangers (33)                                                                  | 1 - 0                                                                         | Falkirk                                                                       | Hampden Park                                                                  |
| 2009–10   | Dundee United (3)                                                             | 3 - 0                                                                         | Ross County                                                                   | Hampden Park                                                                  |
| 2010–11   | Celtic (35)                                                                   | 3 - 0                                                                         | Motherwell                                                                    | Hampden Park                                                                  |
| 2011–12   | Heart of Midlothian (8)                                                       | 5 - 1                                                                         | Hibernian                                                                     | Hampden Park                                                                  |
| 2012–13   | Celtic (36)                                                                   | 3 - 0                                                                         | Hibernian                                                                     | Hampden Park                                                                  |
| 2013–14   | St. Johnstone (1)                                                             | 2 - 0                                                                         | Dundee United                                                                 | Celtic Park                                                                   |
| 2014–15   | Inverness (1)                                                                 | 2 - 1                                                                         | Falkirk                                                                       | Hampden Park                                                                  |
| 2015–16   | Hibernian (3)                                                                 | 3 - 2                                                                         | Rangers                                                                       | Hampden Park                                                                  |
| 2016–17   | Celtic (37)                                                                   | 2 - 1                                                                         | Aberdeen                                                                      | Hampden Park                                                                  |
| 2017–18   | Celtic (38)                                                                   | 2 - 0                                                                         | Motherwell                                                                    | Hampden Park                                                                  |
| 2018–19   | Celtic (39)                                                                   | 2 - 1                                                                         | Heart of Midlothian                                                           | Hampden Park                                                                  |
| 2019–20   | Celtic (40)                                                                   | 3 - 3 (4-3 pen.)                                                              | Heart of Midlothian                                                           | Hampden Park                                                                  |
| 2020–21   | St. Johnstone (2)                                                             | 1 - 0                                                                         | Hibernian                                                                     | Hampden Park                                                                  |
| 2021–22   | Rangers (34)                                                                  | 2 - 0                                                                         | Heart of Midlothian                                                           | Hampden Park                                                                  |
| 2022–23   | Celtic (41)                                                                   | 3 - 1                                                                         | Inverness                                                                     | Hampden Park                                                                  |
| 2023–24   | Celtic (42)                                                                   | 1 - 0                                                                         | Rangers                                                                       | Hampden Park                                                                  |
| 2024–25   | Aberdeen (8)                                                                  | 1 - 1 (4-3 pen.)                                                              | Celtic                                                                        | Hampden Park                                                                  |

| Clube                      | Títulos | Último título | Vices | Último vice | Total de aparições finais |
| -------------------------- | ------- | ------------- | ----- | ----------- | ------------------------- |
| Celtic                     | 42      | 2023–24       | 19    | 2024–25     | 61                        |
| Rangers                    | 34      | 2021–22       | 19    | 2023–24     | 53                        |
| Queen's Park               | 10      | 1892–93       | 2     | 1899–00     | 12                        |
| Heart of Midlothian        | 8       | 2011–12       | 7     | 2021–22     | 15                        |
| Aberdeen                   | 8       | 2024–25       | 8     | 2016–17     | 16                        |
| Hibernian                  | 3       | 2015–16       | 12    | 2020–21     | 15                        |
| Kilmarnock                 | 3       | 1996–97       | 5     | 1959–60     | 8                         |
| Vale de Leven              | 3       | 1878–79       | 4     | 1889–90     | 7                         |
| Saint Mirren               | 3       | 1986–87       | 3     | 1961–62     | 6                         |
| Clyde                      | 3       | 1957–58       | 3     | 1948–49     | 6                         |
| Dundee United              | 2       | 2009–10       | 8     | 2013–14     | 10                        |
| Motherwell                 | 2       | 1990–91       | 5     | 2010–11     | 7                         |
| Third Lanark Athletic Club | 2       | 1904–05       | 4     | 1935–36     | 6                         |
| Falkirk                    | 2       | 1956–57       | 3     | 2014–15     | 5                         |
| Dunfermline                | 2       | 1967–68       | 3     | 2006–07     | 5                         |
| Renton                     | 2       | 1887–88       | 3     | 1894–95     | 5                         |
| St. Johnstone              | 2       | 2020–21       | -     | -           | 2                         |
| Dumbarton                  | 1       | 1882–83       | 5     | 1896–97     | 6                         |
| Dundee                     | 1       | 1909–10       | 4     | 2002–03     | 5                         |
| Airdrieonians              | 1       | 1923–24       | 3     | 1994–95     | 4                         |
| East Fife                  | 1       | 1937–38       | 2     | 1949–50     | 3                         |
| Morton                     | 1       | 1921–22       | 1     | 1947–48     | 2                         |
| Cardo de Partick           | 1       | 1920–21       | 1     | 1929–30     | 2                         |
| Inverness                  | 1       | 2014–15       | 1     | 2022–23     | 2                         |
| St Bernard's               | 1       | 1894–95       | -     | -           | 1                         |
| Hamilton Academical        | -       | -             | 2     | 1934–35     | 2                         |
| Ross County                | -       | -             | 1     | 2009–10     | 1                         |
| Queen of the South         | -       | -             | 1     | 2007–08     | 1                         |
| Gretna                     | -       | -             | 1     | 2005-06     | 1                         |
| Albion Rovers              | -       | -             | 1     | 1919–20     | 1                         |
| Raith Rovers               | -       | -             | 1     | 1912–13     | 1                         |
| Cambuslang                 | -       | -             | 1     | 1887–88     | 1                         |
| Thornliebank               | -       | -             | 1     | 1879–80     | 1                         |
| Clydesdale                 | -       | -             | 1     | 1873–74     | 1                         |